# Liste des princes de France
Ne doit pas être confondu avec Prince du sang ou Princes possessionnés.
Cet article recense les titres de Prince créés par le Roi de France pour l'un de ses vassaux.
Chacun de ces titres est éteint en ligne agnatique à l'exception du titre de prince de Guémené, cependant ils sont tous revendiqués par différentes aristocrates avec une légitimité plus ou moins établie.

## Liste
| Blason | Nom                 | Création                        | Date | Extinction                                             | Date                                                   | Héritier cognatique                                    | Héritier cognatique                                    |
| ------ | ------------------- | ------------------------------- | ---- | ------------------------------------------------------ | ------------------------------------------------------ | ------------------------------------------------------ | ------------------------------------------------------ |
|        | Prince de Poix      | Jean II de Moreuil              | 1504 | Jossine                                                | XVIe                                                   |                                                        | Charles Antoine de Noailles                            |
|        | Prince de Marcillac | François II de La Rochefoucauld | 1517 | Alexandre                                              | 1762                                                   |                                                        | François de La Rochefoucauld                           |
|        | Prince de Condé     | Louis Ier de Bourbon            | 1546 | Louis VI                                               | 1830                                                   |                                                        | Charles de Laguiche                                    |
|        | Prince de Carency   | Jean d'Escars                   | 1550 | Diane                                                  | 1610                                                   |                                                        | Charles de Bauffremont                                 |
|        | Prince de Joinville | François de Guise               | 1551 | Marie                                                  | 1688                                                   |                                                        | Jean d'Orléans                                         |
|        | Prince de Guémené   | Louis VI de Rohan               | 1570 | Charles Raoul de Rohan (héritier agnatique subsistant) | Charles Raoul de Rohan (héritier agnatique subsistant) | Charles Raoul de Rohan (héritier agnatique subsistant) | Charles Raoul de Rohan (héritier agnatique subsistant) |
|        | Prince de Conti     | François de Bourbon             | 1581 | Joseph                                                 | 1814                                                   |                                                        | Jean d'Orléans                                         |
|        | Prince de Soubise   | François de Rohan               | 1667 | Charles                                                | 1787                                                   |                                                        | Charles de Laguiche                                    |